# Engelbert V d'Enghien
Pour les autres membres de la famille, voir Maison d'Enghien.
Engelbert V d'Enghien (mort en 1271), chevalier, était seigneur d'Havré et châtelain de Mons. Il est l'auteur de la branche d'Enghien-Havré.

## Biographie
Il était le fils de Sohier d'Enghien et d'Adélaïde de Sotteghem, et le petit-fils de Engelbert IV d'Enghien et de Ide d'Avesnes.

## Filiation
De son mariage avec Ide ou Juliane de Mons, dame de Havrech, fille de Henri ou Gossuin châtelain de Mons, ils eurent :
- Engelbert d'Enghien mort jeune ;
- Jacqemin d'Enghien, mort jeune ;
- Siger d'Enghien, décédé après 1339, Châtelain de Mons, Havré et de Lens, épousa Béatrice Rainval le 25 mars 1339 veuve de Jan Sausset seigneur de Boussoit sur Haynne  ou Hainne dite Sanse ;
- Gérard d'Enghien ;
- Marie d'Enghien qui épousa Robert II seigneur de Montigny-en-Ostrevant ;
- Mechtilde d'Enghien, qui épousa Rasse de Winty seigneur de Naast.